# Xiaowen
Król Xiaowen z państwa Qin (zm. 250 r. p.n.e.) – panował krótko nad Qinem w 250 r. p.n.e., po śmierci swego ojca, Zhaoxianga. Po wstąpieniu na tron był już zapewne stary, bo jego ojciec rządził przez ponad pół wieku (od 306 r. p.n.e.).
Według teorii spiskowej, Xiaowen zmarł otruty za sprawą Lü Buweia, który przyjaźnił się z kolejnym w linii następcą tronu Zhuangxiangiem. Ten rządził tylko trzy lata i również mógł zostać zgładzony za sprawą Lü, którego uczynił kanclerzem. Tron objął wówczas jego rzekomy syn, Zheng, który w rzeczywistości został spłodzony przez Lü Buweia.